# Kate Chopin
Kate Chopin, nata Katherine O'Flaherty (Saint Louis, 8 febbraio 1850 – Saint Louis, 22 agosto 1904), è stata una scrittrice statunitense di racconti e romanzi, ambientati nella Louisiana creola.
Considerata una delle precorritrici delle autrici americane femministe del XX secolo, di provenienza sudista o cattolica, come ad esempio Zelda Fitzgerald, Chopin è oggi ricordata principalmente per il romanzo The Awakening (Il risveglio), un'opera incentrata sulla liberazione interiore di una donna nell'America agli albori del Novecento.

## Biografia
Suo padre, Thomas O'Flaherty, era un imprenditore di successo emigrato da Galway, in Irlanda. Sua madre, Eliza Faris, era ben inserita nella comunità francese di St. Louis. La nonna materna, Athena'ise Charleville era di origine canadese e parlava solo francese.
Morto il padre, Kate Chopin si legò ancora di più alla madre, alla nonna e alla bisnonna, formando un circolo di donne.
Leggeva molto: fiabe, poesie, e allegorie religiose, così come alcuni classici e qualche romanzo (tra i suoi preferiti Walter Scott e Charles Dickens). Nel 1868 si è diplomata all'"Accademia del Sacro Cuore".
Nel 1870, all'età di 20 anni, sposò Oscar Chopin e si stabilì con lui nella sua città natale di New Orleans, un importante porto. Kate, entro i 29 anni, ebbe tutti i suoi sei figli, nati tra il 1871 e il 1879. In ordine di nascita: Jean Baptiste, Oscar Charles, George Francis, Frederick, Felix Andrew e Lélia (battezzata Marie Laïza).Nel 1879 l'impresa commerciale di cotone di Oscar Chopin fallì, e la famiglia si trasferì nella Parrocchia di Natchitoches, in Louisiana, dove gestì piccole piantagioni e un negozio a Cloutierville. Qui assorbì molto della cultura creola che farà da fondamento ai suoi racconti. La casa dove vissero diventerà il "Bayou Folk Museum", che sarà distrutto da un incendio il 1º ottobre 2008.
Quando Oscar Chopin morì nel 1882, lasciò alla moglie 12.000 dollari di debiti (circa 230.000 dollari nella valuta del 2005). Kate cercò di cavarsela da sola, sfruttando anche qualche relazione con uomini sposati, ma nonostante gli sforzi, due anni dopo dovette svendere tutto e tornare a St. Louis, dove appena arrivata nel 1885 la madre morì.
Soffrì quindi di depressione, ma su suggerimento del medico, l'ostetrico Frederick Kolbenheyer, che aveva intuito per lei la proprietà terapeutica dello scrivere, pubblicò a proprie spese At Fault, suo primo romanzo (scritto da luglio 1889 ad aprile 1890) e riuscì a farsi stampare diversi racconti su riviste letterarie ("Century", "Two Tales", "Harper's Young People", "Youth's Companion", "St. Louis Life", "Vogue", "New Orleans Times-Democrat", "The Atlantic Monthly", "Catholic Home Journal", "Wide Awake", "Independent", "Shreveport Times", "American Jewess", "Philadelphia Musical Journal", "St. Louis Post-Dispatch", "Fashion and Fancy", "Spectator", "Short Stories", "St. Louis Magazine", "Mirror", "Criterion", "Moods" e "Saturday Evening Post"). Divenne però conosciuta solo come scrittrice regionale di colore locale.
La raccolta Bayou Folk contiene 23 racconti, A Night in Acadie (che all'inizio l'autrice voleva intitolare In the Vicinity of Marksville) ne contiene 21, ma gli editori le consigliarono di scrivere un romanzo e nel giugno 1897, Kate cominciò a scrivere A Solitary Soul (che poi stampato diventerà The Awakening, suo libro di maggior successo, anche se subito assai criticato per presunta immoralità).
Altri 55 racconti (in parte ritrovati manoscritti e in parte pubblicati su giornali e riviste) sono usciti su The Complete Works of Kate Chopin, a cura di Per Seyersted (Louisiana University Press, 1969) o su A Kate Chopin Miscellany, a cura di Per Seyersted e Emily Toth (Northwestern State University Press, 1979), e infine in Complete Novels and Stories, a cura di Sandra M. Gilbert (Library of America, 2002). Una parte di questi (22 racconti) li voleva raccogliere in una nuova raccolta, da intitolare A Vocation and a Voice, mai uscita.
Mentre visitava la fiera "St. Louis World's Fair" il 20 agosto del 1904, Kate Chopin fu colpita da una emorragia cerebrale. Morì due giorni dopo, all'età di 54 anni. È sepolta nel cimitero del Calvario a St. Louis.
The Awakening è il suo lavoro più noto: storia di una donna intrappolata in una società opprimente. Fuori stampa per diversi decenni, oggi è largamente disponibile e acclamato dalla critica per la qualità di scrittura e l'importanza come una delle prime opere femministe. La critica contemporanea ha riconosciuto la valenza e la qualità stilistica dei suoi racconti e brevi sketches.

## Opere

### Romanzi
- At Fault, 1890
- The Awakening, 1899
  - Il Risveglio, trad. e Nota di Erina Siciliani, Collezione Centopagine n. 46, Torino, Einaudi, 1977; Collana Gli struzzi n. 371, Einaudi, 1997, ISBN 88-06-11648-7.
  - Il risveglio, a cura di Mario Materassi, trad. di Claudia Costa, Collana Letteratura Universale, Marsilio, Venezia, 1993, ISBN 88-317-5840-3; Collana Tascabili n. 39, Marsilio, 1999, ISBN 88-317-6271-0.
  - Il Risveglio, a cura di Anna Heiz, Collana L'isola del lettore, Napoli, Edizioni Scolastiche Simone, 1996, ISBN 88-244-1077-4.
  - Il risveglio, trad. di Paolo Ruggieri, Collana Lumina mundi n. 1, Gorgonzola, Galaad, 2006, ISBN 88-95227-00-X.
  -  Il risveglio, traduzione di Cecilia Martini, con uno scritto di Melania Mazzucco, Roma, Nova Delphi, 2014, ISBN 978-88-973-7693-4.
  -  Il risveglio, traduzione di Eugenio Ponzilli, Collana Nobel, Fermento, 2021, ISBN 978-88-699-7502-8.
  -  Il risveglio. Un'anima solitaria, Prefazione e trad. di Anna Nadotti, Collana Letture, Torino, Einaudi, 2025, ISBN 978-88-062-6873-2.

### Racconti
La data dei singoli racconti si riferisce alla prima uscita in rivista. In caso di assenza, il racconto è uscito per la prima volta direttamente nella raccolta. Tra quelli non raccolti in volume, se manca la data, il racconto è stato ritrovato manoscritto.
- Bayou Folk (1894, raccolta di racconti)
  - A No-Account Creole (1894)
  - In and Out of Old Natchitoches (1893)
  - In Sabine
  - A Very Fine Fiddle (1891)
  - Beyond the Bayou (1893)
  - Old Aunt Peggy
  - The Return of Alcibiade (1892)
  - A Rude Awakening (1893)
  - The Bênitous' Slave (1892)
  - Désirée's Baby (1893)
  - A Turkey Hunt (1892)
  - Madame Célestin's Divorce
  - Love on the Bon-Dieu (1892)
  - Loka (1892)
  - Boulôt and Boulotte (1891)
  - For Marse Chouchoute (1891)
  - A Visit to Avoyelles (1893)
  - A Wizard from Gettysburg (1892)
  - Ma'ame Pélagie (1893)
  - At the 'Cadian Ball (1892)
  - La Belle Zoraïde (1894)
  - A Gentleman of Bayou Têche
  - A Lady of Bayou St. John (1893)
- A Night in Acadie (1897, raccolta di racconti)
  - A Night in Acadie
  - Athénaïse (1896)
  - After the Winter (1896)
  - Polydore (1896)
  - Regret (1894)
  - A Matter of Prejudice (1895)
  - Caline (1893)
  - A Dresden Lady in Dixie (1895)
  - Nég Créol (1897)
  - The Lilies (1893)
  - Azélie (1894)
  - Mamouche (1894)
  - A Sentimental Soul (1895)
  - Dead Men's Shoes (1897)
  - At Chênière Caminada (1894)
  - Odalie Misses Mass (1895)
  - Cavanelle (1895)
  - Tante Cat'rinette (1894)
  - A Respectable Woman (1894)
  - Ripe Figs (1893)
  - Ozème's Holiday (1896)
- Altri racconti non raccolti in volume:
  - Emancipation. A Life Fable
  - Wiser Than a God (1889)
  - A Point at Issue! (1889)
  - Miss Witherwell's Mistake (1891)
  - With the Violin (1890)
  - Mrs. Mobry's Reason (1893)
  - The Going Away of Liza (1892)
  - The Maid of Saint Phillippe (1892)
  - A Shameful Affair (1893)
  - A Harbinger (1891)
  - Doctor Chevalier's Lie (1893)
  - An Embarrassing Position: Comedy in One Act (1895)
  - Croque-Mitaine
  - A Little Free-Mulatto
  - Miss McEnders (1897)
  - An Idle Fellow
  - The Story of an Hour (1894)
  - Lilacs (1896)
  - The Night Came Slowly (1895)
  - Juanita (1895)
  - The Kiss (1895)
  - Her Letters (1895)
  - Two Summers and Two Souls (1895)
  - The Unexpected (1895)
  - Two Portraits
  - Fedora (1897)
  - Vagabonds
  - Madame Martel's Christmas Eve
  - The Recovery (1896)
  - A Pair of Silk Stockings (1897)
  - Aunt Lympy's Interference (1897)
  - The Blind Man (1897)
  - Ti Frère
  - A Vocation and a Voice (1902)
  - A Mental Suggestion
  - Suzette (1897)
  - The Locket
  - A Morning Walk (1897)
  - An Egyptian Cigarette (1897)
  - A Family Affair (1899)
  - Elizabeth Stock's One Story
  - A Horse Story
  - The Storm
  - The Godmother (1901)
  - A Little Country Girl
  - A Reflection
  - Ti Démon
  - A December Day in Dixie
  - Alexandre's Wonderful Experience
  - The Gentleman from New Orleans
  - Charlie
  - The White Eagle (1900)
  - The Wood-Choppers (1902)
  - Polly (1902)
  - The Impossible Miss Meadows

## Traduzioni
- Storia di un'ora. Racconti, a cura di Erina Siciliani, trad. Maria Luisa Agosti Castellani, Einaudi, Torino 1981
- Il bacio e altre storie, La tartaruga, Milano 1996 («Racconti» ISBN 88-7738-233-3)
- Difetto d'amore, a cura di Liana Borghi, trad. Elisabetta Malagoli e Pierangela Suzzi, Tufani, Ferrara 1998 («Le classiche» n. 11 ISBN 88-86780-23-0)
- Un paio di calze di seta, a cura di Anna Maria Farabbi, Sellerio, Palermo 2004 («Il divano» n. 224 ISBN 88-389-1880-5)
- Liza Loka Fedora e altre donne, a cura di Mario Materassi, postfazione di Maria Vittoria D'Amico, trad. Maria Cristina Cangelli, Palomar, Bari 2008 («La vigna nascosta» n. 11 ISBN 978-88-7600-282-3)
- Dopo l'inverno e altri racconti, trad. di Federico Mazzocchi, Passigli, Firenze 2017 ("Passigli narrativa")
- Il sogno di un'ora, trad. e a cura di Enrico De Luca, Caravaggio Editore, Vasto 2020 («Frammenti d'autore»)
- Il difetto, traduzione e cura di Massimo Ferraris, Elliot, 2020
- Racconti, con saggio e traduzione di Anna Maria Farabbi, Al3vie-Pièdimosca, 2022, ISBN 979-12-805-1009-9.
- Gente del bayou, volume I e volume II, traduzione di Giulia Pesavento, Leone Editore, 2022

## Adattamenti

### Televisione
- The Joy That Kills, diretto da Tina Rathborne, 1985

### Cinema
- The End of August, regia di Bob Graham, 1982
- L'isola dell'amore (Grand Isle), regia di Mary Lambert, 1991
- The Storm (2009, cortometraggio), regia di John Berardo
- Historia de una hora (2009, cortometraggio), regia di Salvador García